# Diaphorodendraceae
Die Diaphorodendraceae sind eine Familie vorwiegend baumförmig wachsender, ausgestorbener Bärlapppflanzen, die im Karbon die Steinkohle-Sümpfe bildeten. Ihre Vertreter werden auch als Schuppenbäume bezeichnet.

## Merkmale
Die kennzeichnenden Merkmale (Synapomorphien), die die Diaphorodendraceae von den anderen Familien unterscheiden, sind eine Protostele mit parenchymatischem Kern; Parenchymzellen, die unabhängig von den Protracheiden gebildet werden und somit ein echtes Mark bilden; histologisch getrenntes Phellem und Phelloderm; das Phelloderm besteht aus abwechselnden Bändern von dick- und dünnwandigen Zellen; die Sporangienwand besteht aus unterschiedlichen Zelltypen; das Megasporangium ist dorsiventral abgeflacht; das Megasporangium öffnet sich im proximalen Bereich; die Megasporen besitzen eine Massa (Gebilde an der Sporenoberfläche, das aus unregelmäßig geformten Sporopollenin-Kugeln besteht); die Mikrosporen sind an ihrer Kontaktfläche granulo-fulveolat; die distale Ornamentierung der Mikrosporen ist papillat. Mit manchen anderen Vertretern der Lepidodendrales teilen sie ein dünnwandiges Parenchym um die Blattspur; das obere Blattpolsterfeld ist gefaltet; oberes und unteres Blattpolsterfeld sind durch eine seitliche Linie getrennt. 
Für die mit den Lepidodendraceae weitgehend geteilten Merkmale siehe Lepidodendrales#Merkmale.

## Systematik
Die Diaphorodendraceae sind die Schwestergruppe der Lepidodendraceae und bilden mit diesen zusammen die sogenannten „Schuppenbäume“, nach den schuppenförmigen Blattnarben. Zur Familie werden nach DiMichele und Bateman (1996) folgende Gattungen gezählt:
- Diaphorodendron
- Synchysidendron

Die Familie umfasst mindestens fünf anatomisch erhaltene Arten. Einige als Lepidodendron beschriebene spätkarbonische Arten dürften ebenfalls in diese Familie gehören.

## Belege
- William A. DiMichele, Richard M. Bateman: The Rhizomorphic Lycopsids: A Case-Study in Paleobotanical Classification. Systematic Botany, 1996, Band 21, S. 535–552.
- Thomas N. Taylor, Edith L. Taylor, Michael Krings: Paleobotany. The Biology and Evolution of Fossil Plants. Second Edition, Academic Press 2009, ISBN 978-0-12-373972-8. S. 279–309.